# 比利亞蘇瓦爾區
比利亞蘇瓦爾區是阿塞拜疆的一個區，位於該國南部穆甘平原，西界伊朗。面積1,358平方公里，1991年人口81,318人。首府比拉亞蘇瓦爾。
1930年建區，1938年改稱普希金區。1963年被劃入賈利拉巴德區，1964年恢復。1991年改用現在的名稱。